# Keyence
Keyence Corporation (キーエンス, Kīensu) est une entreprise sans usine de vente directe basée à Osaka.

## Histoire
En 2006, l'entreprise est dirigée par Michio Sasaki.

## Organisation
Keyence est spécialisée dans la planification et le développement de produits et ne fabrique pas les produits finaux. Les produits Keyence sont fabriqués dans des entreprises de fabrication sous contrat qualifiées.
Elle dispose de 240 bureaux répartis dans 46 pays,.

## Indice
Keyence fait partie de l'indice TOPIX 100 : TSE : 6861.